# 洛林的查理宫
洛林的查理宫（法語：Palais de Charles de Lorraine）是奥属尼德兰总督查理·亚历山大 (洛林)（1744-1780）在布鲁塞尔的宫殿。
宫殿位于上城的博物馆广场和艺术山，靠近皇家广场。它始建于1757年，拿索王朝的宫殿的所在地。
如今宫殿已辟为博物馆。宫殿有五个大厅，其内部让人联想到18世纪的奥属尼德兰和天主教列日教区。其富丽堂皇的外立面已融入了模仿其风格的博物馆广场建筑群，其精致优雅的构图及半圆形入口布局使其成为布鲁塞尔最有趣的城市组成部分之一。